# 18 Tauri
Désignations
18 Tauri (en abrégé 18 Tau) est une étoile de type spectral B8V de la constellation du Taureau située dans l'amas des Pléiades. Elle est distante d'environ 136 pc (∼444 al) de la Terre.